# Сили підтримки Збройних сил України
Сили підтримки Збройних сил України — окремий рід сил у складі Збройних сил України який об'єднує п'ять компонентів: інженерні війська, війська радіаційного, хімічного та біологічного захисту (РХБЗ), геопросторова підтримка, гідрометеорологічну та кінологічна служба.

## Історія
У грудні 2004 р. Центральне управління інженерних військ Головного управління оперативного забезпечення ЗС України ввійшло до складу Командування сил підтримки.
Згідно з вимогами директиви Міністра оборони України Командування сил підтримки ЗС України було розформоване в 2010 р.
На початку лютого 2020 року на виконання спільних директив Міністерства оборони України та Генерального штабу Збройних сил України було створене нове командування — Командування Сил підтримки. Воно було створене на базі Головного управління оперативного забезпечення.

## Структура

### Інженерні війська
- Управління інженерних військ (в/ч А0107, м. Київ)[5]
- 20-й арсенал інженерних військ (в/ч А0543, с. Ольшаниця Київська область, м. Ніжин Чернігівська область)[5]
- 23-й інженерно-позиційний полк[6]
- 47-ма окрема інженерна бригада (в/ч А2755, м. Дубно Рівненська область)
- 48-ма Кам'янець-Подільська інженерна бригада (в/ч А2738, м. Кам'янець-Подільський Хмельницька область)
- 49-та окрема бригада розгородження[7]
- 70-та окрема бригада підтримки (в/ч А0853, м. Бар Вінницька область)[5]
- 107-й центр дорожнього забезпечення (в/ч А1519, м. Дубно Рівненська область)
- 211-й понтонно-мостова бригада[8]
- 808-й окрема бригада підтримки (в/ч А3955, м. Білгород-Дністровський Одеська область)
- 3046-та центральна база інженерних боєприпасів (в/ч А2647, смт. Малинівка Харківська область)[5]
- Центр спеціальних інженерних робіт (в/ч А1333, м. Київ)[5]

### Війська радіаційного, хімічного, біологічного захисту
- Управління військ РХБЗ (в/ч А0108, м. Київ)[5]
- Розрахунково-аналітичний центр Збройних Сил (м. Київ)[5]
- 704-й окремий полк РХБЗ (в/ч А0807, м. Самбір Львівська область)[5]
- 536-та центральна база ремонту і зберігання (озброєння РХБЗ) (в/ч А0312, с. Селещина-1 Полтавська область)[5]

### Військово-топографічна служба
- Управління воєнно-топографічне та навігації (в/ч А0115, м. Київ)[5]
- 8-й редакційно-видавничий центр (в/ч А0602, м. Київ)[5]
- 13-й фотограмметричний центр (в/ч А3674, м. Одеса)[5]
- 16-й центр планування та контролю навігаційного забезпечення (в/ч А1423, м. Київ)[5]
- 22-га військово-картографічна частина (в/ч А1121, м. Харків)[5]
- 64-й топогеодезичний центр (в/ч А4127, м. Шепетівка Хмельницька область)[5]
- 115-й картографічний центр (в/ч А3796, смт. Коцюбинське Київська область)[5]
- 161-й топогеодезичний центр (в/ч А2308, м. Чернівці)[5]

### Гідрометеорологічна служба
- Гідрометеорологічний центр ЗС України (в/ч А0204, м. Київ)[9][5]
- Гідрометеорологічні та метеорологічні підрозділи Повітряних Сил, ВМС та Сухопутних військ[5]

### Навчальні частини
- 143-й об'єднаний навчально-тренувальний центр «Поділля» (в/ч А2641, м. Кам'янць-Подільський Хмельницька область)[5]

## Командування

### Командувачі
- 2004—2006: генерал-лейтенант Собора Анатолій Іванович

* 2020—2021: полковник Жирнов Микола Миколайович
- 09.08.2021—04.03.2024: генерал-майор Герега Дмитро Михайлович[10]
- 04.03—25.04.2024: бригадний генерал Яковець Олександр Васильович[11][12]
- з 09.05.2024: генерал-майор Герега Дмитро Михайлович[13]